# Johannes Andreas von Wagner
Johannes Andreas Freiherr von Wagner (* 5. September 1833 in Freiberg; † 26. Mai 1912 in Blasewitz; Pseudonym: Johannes Renatus) war ein deutscher Schriftsteller und Mundartdichter.

## Leben
Seine Eltern waren Thomas Freiherr von Wagner (1798–1856) und dessen Ehefrau Emilie Marianne geb. Carl (1794–1860). Er verbrachte er 50 Jahre als Straßenbau- und Wasserbauinspektor in Bautzen und war auch Professor an der Polytechnischen Hochschule in Braunschweig.
Wagner war Mitglied im Vorstand des Bautzner Gewerbevereins, gründete das Oberlausitzer Gewerbeblatt.
Neben Fachbüchern brachte er Erzählungen und vor allem seine Mundartgeschichten heraus. Allerlee aus dar Äberlausitz, welches wohl sein bekanntestes Werk sein dürfte, setzt sich aus 10 Bänden zusammen, die meist in Oberlausitzer Mundart verfasst sind. Im heutigen Dresdner Stadtteil Blasewitz verstarb er im Jahre 1912.

## Familie
Er heiratete am 14. Juni 1864 in Grimma Doris Wunder (* 9. Juli 1834; † 30. März 1908), eine Tochter des Rektors Eduard Wunder. Aus der Ehe mit ihr gingen drei Söhne hervor:
- Johannes Immanuel (* 15. März 1865), Zwilling, Ingenieur
- Paul Martin (* 15. März 1865), Zwilling, Professor an der portugiesischen Kunstgewerbeschule in Guimaraes
- Max Gotthold (* 21. November 1868)

## Werke
- Heidekraut und Centifolien Eine Geschichte aus der Heide, Verlag von E. Ungleich, 1888
- Die letzten Mönche vom Oybin, Verlag Böhme, Leipzig 1887. - Zweite verbesserte Auflage. Verlag Böhme Leipzig 1889. - 6. Auflage. Wittig & Schobloch, Dresden 1922
- Gesellige Stunden für Jung und Alt: Lustspiele, Deklamatorien etc.,Deichert, Leipzig, 1893
- Lebensskizzen aus ernsten und heiteren Tagen, Verlag Zahn und Jaensch Dresden, 1893
- Johann von Schwarzenberg – ein Lebens- und Geschichtsbild aus dem 15. und 16. Jahrhundert
- Die Sächsische Schweiz, Eine Wanderung in Wort und Bild, Emil Oliva`s Buchhandlung Zittau, 1894
- Kleine Reiseabenteuer, Erlebt und erzählt, Verlag E. Ungleich, 1897
- Zwo Historien aus dem Meissnerlande. Davon die erste: Heinrich der Erlauchte, Markgraf zu Meissen. Ein Lebens- und Geschichtsbild aus dem 13. Jahrhundert, Verlag Hübner Bautzen, 1898
- Dreierlei Wege zum Ziel Verlag Max Spendig, Leipzig, 1905
- Rudolf von Vargula der Schenk zu Saaleck : Ein thüringer Lebensbild aus dem 13. Jahrhundert, Deichert, Leipzig, 1914

## Oberlausitzer Mundart
Allerlee aus dar Äberlausitz, Heiteres und Ernstes in Oberlausitzer Mundart
- 1878 Band I mit Holzschnitten von Hugo Bürkner, Verlag Eduard Rühl, Bautzen
- 1880 Band II dito, Dialekt
- Band III Dialekt, Emil Hübner’s Verlag Bautzen
- Band IV Dialekt
- 1893 Band V Korle und Carlo Anne äberlausitzer Geschichte aus’m Leb’n, Verl. E. Rühl, Bautzen
- Band VI De Pfarrschkinger, Dialekt
- Band VII Fürst Mittscherlich im Oberlausitzer Sagenkranz, Hochdeutsch
- 1893 Band VIII und  Band IX Aus dem Leben eines schlichten Mannes, Hochdeutsch
- 1897 Band X Dialekt, Emil Hübner’s Verlag Bautzen

Bei den nicht näher benannten Bänden handelt es sich um Sammlungen von kleinen Mundart-Geschichten und Begebenheiten sowie Gedichten.